# Vitalij Ginzburg
Vitalij Lazarevitj Ginzburg (ryska: Виталий Лазаревич Гинзбург), född 4 oktober (enl. n.s.) 1916 i Moskva, död 8 november 2009 i Moskva, var en rysk nobelpristagare i fysik år 2003. 
Kungliga Vetenskapsakademins motivering för priset var "för banbrytande insatser inom teorin för supraledare och supravätskor". Han delade prissumman med rysk-amerikanen Alexei A. Abrikosov och engelsk-amerikanen Anthony J. Leggett.
Ginzburg tog doktorsexamen i fysik 1940 vid universitetet i Moskva. Han var tidigare chef för teorigruppen på P.N. Lebedevinstitutet för fysik i Moskva.
Ginzburg utvecklade under 1950-talet teorier för så kallade typ-I-supraledare som senare vidareutvecklats av Abrikosov för att även förklara andra typer av supraledare. Teorierna har haft stor betydelse för utvecklingen av nya material som kan göras supraledande vid allt högre temperaturer och starkare magnetfält. Han ansågs också, tillsammans med Andrej Sacharov, som den sovjetiska vätebombens fader. Ginzburg tilldelades Wolfpriset i fysik 1994/1995 för sitt bidrag till teorin om supraledning och teorin om högenergiprocesser i astrofysik.
Ginzburg föddes i en judisk familj, men var uttalad ateist. Ginzburg avled den 8 november 2009.

## Utmärkelser
- Asteroiden 8132 Vitginzburg är uppkallad efter honom.[21]

- Medalj till minne av Moskvas 800-årsjubileum,  1948
- Statliga Stalinpriset,  1953
- Jubileumsmedalj ”För firandet av 100-årsdagen av Vladimir Lenins födelse”,  1970
- Utländsk ledamot av Royal Society,  25 juni 1987[22]
- Royal Astronomical Societys guldmedalj,  1991
- Lomonosov-guldmedaljen,  1995[23]
- Wolfpriset i fysik,  1995[24]
- Ryska fäderneslandets förtjänstorden av 3:e graden,  3 oktober 1996[25]
- Dwight Nicholson Medal for Outreach,  1998[26]
- UNESCO Niels Bohr-medaljen,  1998
- Nobelpriset i fysik, med  Alexej A. Abrikosov och Anthony J. Leggett,  2003[27][28]
- Medlem av American Physical Society,  2003[29]
- Ryska fäderneslandets förtjänstorden av första graden,  4 oktober 2006[30]
- Arbetets Röda Fanas orden
- Humboldtpriset
- Medalj ”För tappert arbete under det Stora Fäderneslandkriget 1941-1945”
- Hedersmärke-orden
- Leninorden
- Leninpriset

[Redigera Wikidata]